# Харитонівський заказник
Хартоні́вський зака́зник — ботанічний заказник місцевого значення в Україні. Розташований на території Заліщицької міської громади Чортківського району Тернопільської області, біля села Хартонівці, верхня частина лівого схилу долини річки Тупа.
Площа 5,0 га. Створений у 1994 році. Перебуває у віданні Угриньківської сільської ради.
Статус надано з метою збереження місць зростання цінних дикорослих рослин: сон чорніючий, волошка Маршалла тощо. Місце оселення корисної ентомофауни.